# Museo civico archeologico di Canosa di Puglia
Il Museo civico archeologico fu istituito a Canosa di Puglia nel 1934 e collocato nell'ottocentesco palazzo Casieri. Ospita circa 2000 reperti archeologici provenienti da scavi in Canosa e in tombe del V - III secolo a.C.
Si trovano iscrizioni, sculture, bassorilievi, marmi, monete, gioielli, ceramiche e vasi che risalgono ad un vasto arco di tempo di circa 1500 anni (dal VI -V secolo a.C. al IX-X secolo): dal preistorico, dauno, romano, paleocristiano e bizantino-medioevale.
In passato il Museo è stato privato (alcuni reperti archeologici sono stati rubati da Napoleone Bonaparte durante la campagna d'Italia e altri sono stati venduti alla città di Taranto negli anni 50 e poi ricomprati dal Sindaco di Canosa Francesco Ventola nel 2010) di alcuni pezzi di inestimabile valore, come ad esempio i preziosi ori della tomba degli Ori. Questi gioielli sono custoditi presso il museo archeologico nazionale di Taranto, e sparsi nei maggiori musei italiani e europei (fra cui il Louvre di Parigi).
Organizzazione dei reperti:
- Prima stanza: oggetti di ceramica a figure rosse e anfore.
- Seconda stanza: ampolle, brocche, coppe, vasetti, anforette, urne cinerarie, piccoli crateri del III secolo a.C.
- Terza stanza: lucerne ebraiche, romane e cristiane. Vi sono inoltre una statua fittile di una donna in preghiera e alcune fistule in piombo dell'acquedotto di Erode Attico.
- Quarta stanza: è quasi interamente dedicata alla monetazione di Canusium.
- Quinta stanza (detta degli specchi): askoi e lekanoi policromati, iscrizioni iapigie, greche e latine e i reperti della Tomba degli Ori rimasti a Canosa.
- Sesta stanza: olle di diverse dimensioni.
- Settima stanza: frammenti di ceramica medievale e selci di neolitiche.

Dal 2007 le collezioni sono state trasferite a Palazzo Iliceto.